# Leonid Parfionov
Pour les articles homonymes, voir Parfionov.
Leonid Guennadievitch Parfionov (en russe : Леонид Геннадьевич Парфёнов), né le 26 janvier 1960 à Tcherepovets, oblast de Vologda, est un journaliste russe, présentateur de nouvelles, producteur de télévision et auteur de nombreuses émissions de télévision documentaires. 

## Biographie
Fils d'un ingénieur de Severstal, Leonid Parfionov naît à Tcherepovets. Il a un frère cadet Vladimir. Lors de sa scolarité, il est correspondant du journal Pionerskaïa Pravda. En 1977, il entre au département de journalisme de l'Université Jdanov de Leningrad. Il partage un foyer avec des étudiants bulgares, ce qui lui permet d'apprendre le bulgare. Il obtient son diplôme en 1982. Il collabore avec Krasnaïa Zvezda, Pravda, Moscow News, Ogoniok. En 1983, il est correspondant du journal Vologodski Komsomolets pour lequel il écrit notamment plusieurs articles au sujet du Rock club de Leningrad. Il travaille ensuite pour la télévision régionale de Vologda à Tcherepovets, qu'il quitte en 1986 pour aller conquérir Moscou.
En 1986, il est envoyé spécial pour la rédaction jeunesse de la Télévision centrale et travaille parallèlement comme correspondant pour l'émission documentaire Paix et Jeunesse. En 1988, il rejoint la société de production télévisuelle Télévision des Auteurs. En 1989, en collaboration avec Andreï Razbach, il réalise un documentaire en trois parties, Les Enfants du XXe Congrès, consacré à la génération des années 1960 (Ievgueni Ievtouchenko, Len Karpinski, Egor Yakovlev, Andreï Voznessenski). En novembre 1990, il lance son projet Namedni qu'il présente également. Ce sera d'abord une émission d'information non politique hebdomadaire, qui en 1997, se transforme en un cycle de documentaires sur l'histoire de l'URSS et de la Russie couvrant la seconde moitié du XXe siècle et au début du XXIe siècle. Intitulée Namedni, 1961-2003. Notre époque, chaque émission est consacrée aux événements, aux personnes et aux phénomènes emblématiques en URSS et en Russie et accompagnée de commentaires de diverses personnalités comme l'écrivain Anatoli Streliany, l'économiste Yegor Gaidar, le politologue Sergueï Karaganov et les actrices Renata Litvinova et Tatiana Droubitch
En 1992, il réalise la série d'émissions Delo, qui relatait les événements mondiaux de 1991.
En 1992, Parfenov, Konstantin Ernst, Igor Ougolnikov et l'ancienne productrice de la chaîne de télévision « VID » Svetlana Popova créent la société « Master TV » pour produire leurs propres programmes, qui existe pendant trois ans.
Leonid Parfionov est connu pour son travail en studio et ses productions pour la NTV (dont il est producteur général entre 1997 et 1999) jusqu'à ce que cette chaîne de télévision soit rachetée par la société gouvernementale Gazprom Media. Du 3 décembre 2004 au 20 décembre 2007, il est rédacteur en chef de Russky Newsweek, édition russe de Newsweek.
En novembre 2010, lors de la remise d’un prix récompensant sa carrière, il critique la télévision russe qui d'après lui obéit au Kremlin comme à l’époque soviétique.
De 2012 à 2018, Parfionov est membre du Conseil présidentiel pour les droits humains et la société civile.
Depuis 2019, sur sa chaîne YouTube, Parfionov publie les épisodes de Nmdni une suite de l'émission d'une élaboration analogue à celle de Namedni. Notre époque.
En février 2022, Parfionov se prononce contre l'invasion de l'Ukraine par la Russie.
Depuis 2023, il vit en France.

## Filmographie
- 2011 : Boris Godounov (Борис Годунов) de Vladimir Mirzoev : Vassili Chtchelkalov

## Récompenses
- Prix TEFI et aussi un prix spécial en 2004 - pour le Namedni 1961-2003
- 4 autres récompenses TEFI
- Illuminateur, pour la contribution à la culture numérique pour le projet Parfenon en 2019